# Обикновен баблер
Обикновен баблер (Turdoides caudata) е вид птица от семейство Leiothrichidae.

## Разпространение
Видът е разпространен в Афганистан, Индия, Иран, Ирак, Непал и Пакистан.